# Napomyza improvisa
Napomyza improvisa är en tvåvingeart som beskrevs av Spencer 1976. Napomyza improvisa ingår i släktet Napomyza och familjen minerarflugor. Inga underarter finns listade i Catalogue of Life.